# Regimiento Coraceros del Rey, 1.º de Caballería

Escudo de la Brigada de Caballería «Castillejos» II (Ejército de Tierra de España).

El Regimiento Coraceros del Rey, 1.º de Caballería, Nihil pavendum est tessera hac regali, fue un regimiento de caballería española creado en 1763. Desde 1825 hasta 1931, año en que fue de nuevo disuelto, mantuvo su denominación.

## Escudo
El escudo tiene sus orígenes en las armas del Ducado de Milán que equivalen a una culebra coronada de plata sobre un fondo plateado; la culebra del escudo aparece deglutiendo un niño. En el guion se lee el siguiente lema: Nihil pavendum est tessera hac regali (Nada hay que temer a la sombra de este estandarte real). Luego de la disolución del regimiento, el uso del escudo fue autorizado por Castillejos.

## Uniforme de época
Tal como figura en la Memoria sobre la Organización y Estado del Ejército en 1.º de enero de 1860, los coraceros usaban coraza y casco de hierro a la romana, levita azul turquí y pantalón largo color encarnado con media bota de piel cosida y zapatos abotinados, distinguiéndose este regimiento por el color blanco de su divisa, en cuello, bocamangas, vivos, carteras y franjas del pantalón. Iban armados con espada recta.

## Historial
En 1536 se funda el Regimiento del Rey, originalmente conocido como Tercio de Milán, al servicio del Rey de España en Piamonte y Lombardía. Este antecedente sirve como precedente de la creación del Regimiento de Lanceros del Rey, 1.º de Caballería de 1763, el cual surge de la unión de los regimiento de Milán y de Flandes. En 1823, se refunda como Regimiento Santiago, 1.º de Línea y el 23 de abril de 1824 260 jinetes se instalan en la plaza de Zamora.

### Guerra de Sucesión y Guerra de la Independencia
El 10 de diciembre de 1710, el regimiento participó en la batalla de Villaviciosa. Allí destacaron sobre todo el Rey n.º 1 o Trozo de Milán, la Reina y el Tercio de Ferraz. Igualmente, el regimiento participó en la Guerra de Independencia al mando del marqués de la Romana, quien "con ocasión del levantamiento nacional se fugó de Dinamarca y se incorporó al Ejército de Galicia y posteriormente al Ejército de Extremadura".

### Tercera guerra carlista
El 7 de julio de 1875 participa en la Batalla de Treviño. En el transcurso de la misma, el teniente general Juan Contreras Martínez, al mando del Regimiento de Lanceros del Rey n.º 1, cargó sobre el tercer batallón de Navarra.

### Cuba

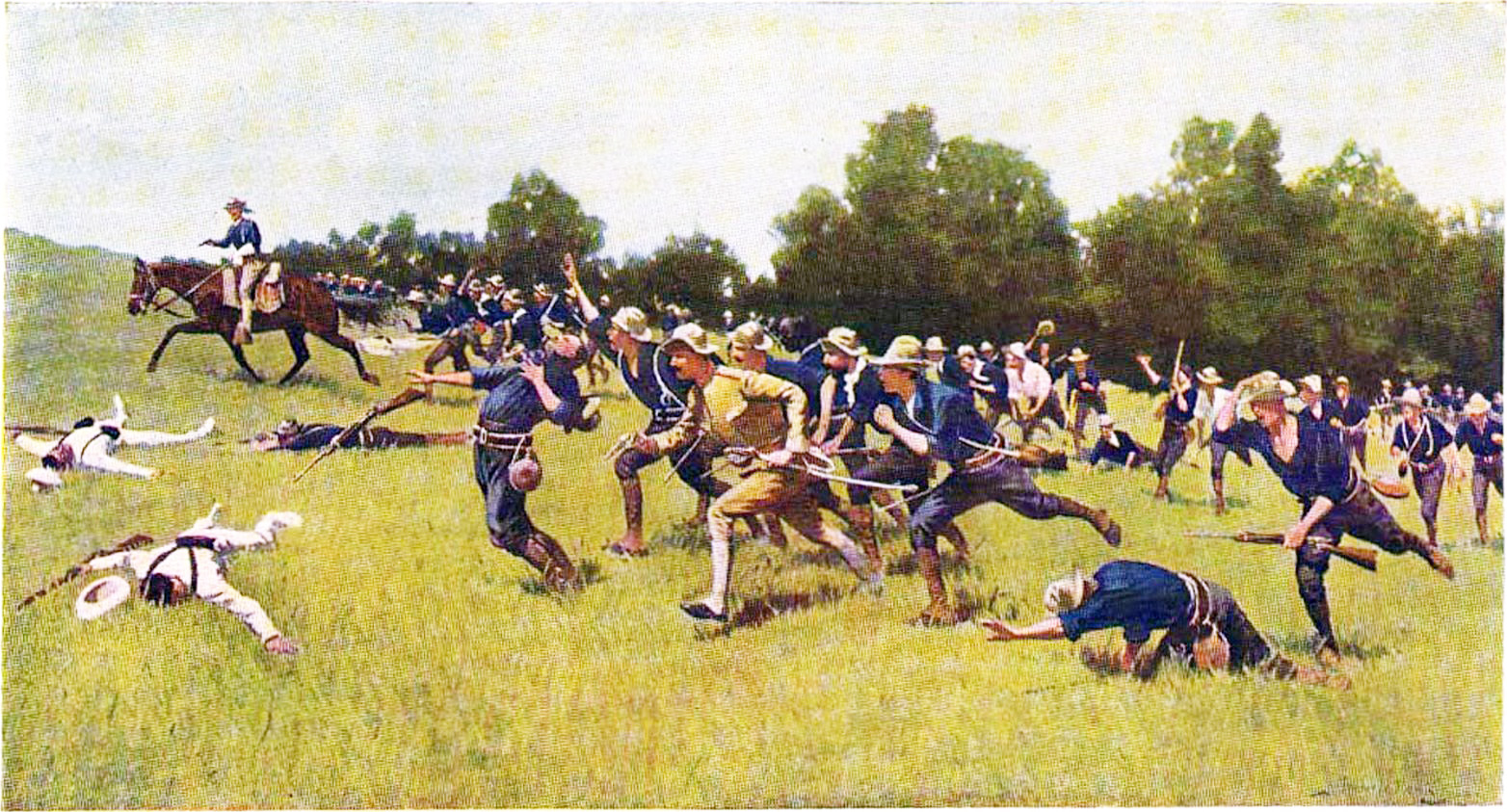
Carga de los Rough Riders en la colina de San Juan.

En 1868, 2 regimientos de Caballería, el Rey n.º 1 y la Reina n.º 2, pertenecientes al Ejército Español de Cuba, se encontraban en Cuba. Este periodo concuerda con el inicio de la guerra de los Diez Años. Como consecuencia de la guerra de Independencia cubana, el 1 de marzo de 1896 se reorganizan los Escuadrones Expedicionarios de los 28 Regimientos Peninsulares en 7 Regimientos como gemelos de sus homólogos en España: El Regimiento del Rey contaba con los Escuadrones del Rey, María Cristina, Arlaban y Santiago. "Su coronel era Domingo Borry Sanz de Tejada".
En diciembre de 1897 se despliegan en Santiago de Cuba tres escuadrones del Regimiento de Caballería del Rey, mientras que el cuarto lo hace en Manzanillo.
El 1 de julio de 1898 participa en la conocida como Batalla de las Colinas de San Juan, donde los miembros del Escuadrón del Rey, al mando del coronel Juan Sierra, "sable en mano hacían denodados esfuerzos para salvar al resto de los artilleros de una muerte segura e impedir que fuesen capturadas las dos piezas, siendo logrado este último objetivo". De la batalla se destaca que con 300 militares el regimiento logró repeler a unos 15.000 o 20.000 hombres estadounidenses, entre los se encontraba Theodore Roosevelt.

### Segunda República
En 1931 se fusiona con el Regimiento de Caballería Castillejos, 6.º de Cazadores, creado el 9 de enero de 1869, formando el Regimiento de Cazadores de Caballería n.º 1.

## Recompensas
- Estrella del Norte, concedida por su participación en la Expedición a Dinamarca (1807-08).
- Cruz Honorífica con la inscripción "Fernando VII. Albuera", Batalla de Albuera, 16 de mayo de 1811)
- Corbata de San Fernando (1837).